# なよろ健康の森
なよろ健康の森（なよろけんこうのもり）は、北海道名寄市にある公園。この項目では、トムテ文化の森（トムテぶんかのもり）についても記載している。

## 概要
健康と生きがいを高めるスポーツや文化の交流施設。トムテ文化の森は林野庁の「もりの学園整備事業」を活用して施設整備を行い、1998年（平成10年）5月に道立の森の1つとして開園した。2014年度（平成26年度）から施設の管理が北海道から名寄市へ移管された。
公園北側にはなよろサンピラーユースホステルがある。

## 施設
陸上競技場
- 400mクレイ舗装、インフィールドではサッカーの開催可能、冬はクロスカントリースキーの発着会場となる
- 陸上競技場管理棟

多目的コート
- 全面芝生

パークゴルフ場
- 日本パークゴルフ協会公認コース[5]
- あかげらコース（18ホール）
- えんれいコース（18ホール）

クロスカントリーコース
- 国際スキー連盟（FIS）公認5 kmコース
- 夏はチップ歩道として利用可能

散策路
- 丘の広場
- ヘルシー小路
- いろいろな森
- 希望の灯の塔
- ツツジの森
- モルダナの森

児童遊園・遊具施設
ほのぼの農園
- 貸し農園、80区画（1区画64 m²）

トムテ文化の森
- 森林学習展示館（もりの学び舎）
- キャンプ場
  - テント床14床
  - 炊事棟
  - バーベキューハウス（定員40名）
  - 森林学習歩道1.4 km

## 参考資料
- “なよろ健康の森条例”, 名寄市例規類集 (名寄市)
- “なよろ健康の森条例施行規則”, 名寄市例規類集 (名寄市)
- “なよろ健康の森マップ” (PDF). なよろ健康の森. 2019年4月21日閲覧。